# Manicouagan (municipalité régionale de comté)
Pour les articles homonymes, voir Manicouagan.
Manicouagan est une municipalité régionale de comté (MRC) du Québec, située dans la région administrative de la Côte-Nord. Son nom vient de la rivière Manicouagan.

## Géographie

### Entités territoriales
La MRC est constituée de huit municipalités locales. Son territoire inclut aussi une réserve indienne qui n'en fait pas juridiquement partie.
| Nom                 | Statut                   | Population 2021 | Superficie (km2) | Densité (h/km2) | Ref. |
| ------------------- | ------------------------ | --------------- | ---------------- | --------------- | ---- |
| Baie-Comeau         | Ville                    | 20 687          | 432              | 47,89           |      |
| Baie-Trinité        | Municipalité de village  | 438             | 538,58           | 0,81            |      |
| Chute-aux-Outardes  | Municipalité de village  | 1 391           | 9,7              | 143,4           |      |
| Franquelin          | Municipalité             | 285             | 516,5            | 0,55            |      |
| Godbout             | Municipalité de village  | 272             | 202,4            | 1,34            |      |
| Pessamit            | Réserve indienne         | 2 428           | 245,54           | 9,89            |      |
| Pointe-Lebel        | Municipalité de village  | 1 817           | 121,3            | 14,98           |      |
| Pointe-aux-Outardes | Municipalité de village  | 1 434           | 111,4            | 12,87           |      |
| Ragueneau           | Municipalité de paroisse | 1 314           | 213,2            | 6,16            |      |
| Total               | Total                    | 30 158          | 39 246,4         | 0,77            |      |

## Démographie
| 1986   | 1991   | 1996   | 2001   | 2006   | 2011   | 2016   | 2021   |
| ------ | ------ | ------ | ------ | ------ | ------ | ------ | ------ |
| 36 369 | 36 108 | 36 271 | 33 620 | 33 052 | 32 012 | 31 027 | 30 158 |

## Aires protégées
Il y a plusieurs aires protégées présentes dans Manicouagan, entre autres la réserve écologique Louis-Babel, la réserve de biodiversité de la Météorite et la réserve de biodiversité Uapishka.  
Depuis 2007, la MRC Manicouagan fait partie du territoire de la Réserve mondiale de la biosphère Manicouagan-Uapishka.